# イ・テゴン
イ・テゴン（漢字表記：李泰坤、ハングル：이태곤、1977年11月27日 - ）は韓国の俳優。

## 経歴
韓国の俳優。水泳コーチのバイトをしていた。その後、モデル活動を開始。2005年に「神様、お願い」の主役に抜擢され俳優として知られるようになる。京畿大学校社会体育学科卒業。姉が2人いる。

## データ
- 身長:185cm
- 体重:76kg
- 血液型:B型
- 趣味：釣り、ゴルフ、乗馬、水泳
- 観相、干支のマニア
- 会社を2つ経営している

## 出演

### テレビドラマ
- 神様、お願い（2005年-2006年、SBS） - ク・ワンモ役
- 淵蓋蘇文(ヨンゲソムン)（2006年-2007年、SBS） - 青年期のヨン・ゲソムン役
- 冬鳥（2007年-2008年、MBC） - チョン・ドヒョン役
- ラブリーファミリー黄金期（2008年-2009年、MBC） - ドンファン役
- ミステリー刑事（2009年、tvN） - イ・ハン役
- 宝石ビビンバ（2009年-2010年、MBC） - ソ・ヨングク役
- 黄金の魚（2010年、MBC） - イ・テヨン役
- 広開土太王（2011年-2012年、KBS） - タムドク役
- 大切に育てた娘ハナ（2013年-2014年、SBS） - ハン・ユンチャン役
- 結婚作詞 離婚作曲（2021年、TV朝鮮） - シン・ユシン役

### 写真集
- 2013年 - 「俳優、そして見知らぬ僕と巡る旅」　イタリアで撮影した写真集。メイキングDVD付きである。

## 受賞歴
- 2005年 SBS演技大賞 ニュースター賞
- 2006年 韓国ファッションワールドアワードタレント部門ベストドレッサー賞
- 2010年 MBC演技大賞演技者部門 PD章
- 2011年 KBS演技大賞男優秀賞、大韓民国文化芸能大賞アツニュース大賞、大韓民国文化芸能大賞ドラマ部門演技大賞